# Norman Schofield
Norman James Schofield (* 30. Januar 1944 in Rothesay/Schottland; † 12. Oktober 2019 in St. Louis) war ein britisch-US-amerikanischer Politikwissenschaftler und Hochschullehrer.

## Leben und Wirken
Der in Schottland gebürtige Norman Schofield studierte Sozialwissenschaften und Wirtschaftswissenschaft zunächst an der University of Liverpool und legte dort 1966 sein Bachelorexamen ab. Anschließend wechselte er an die University of Essex, wo er von 1969 bis 1976 Politikwissenschaft unterrichtete und im Jahre 1976 zum Ph.D. promovierte. Von 1979 bis 1986 lehrte er an dieser Universität Wirtschaftswissenschaft. Gastdozenturen führten ihn zwischenzeitlich außerdem in die USA: 1972 lehrte er Politikwissenschaft an der Yale University, von 1976 bis 1979 war er an der University of Texas; von 1983 bis 1986 wirkte er als Forscher und Dozent am California Institute of Technology. Schließlich forschte er von 1988 bis 1989 an der Stanford University. Weitere Doktortitel erwarb er 1986 an der University of Liverpool (Litt.D.) und 1991 an der Universität Caen in Frankreich (D.Sc.). Im Jahre 1991 übernahm Schofield dann eine Professur an der Washington University in St. Louis und zwar für die Bereiche Politische Ökonomie, Wirtschaftswissenschaft und Politikwissenschaft. Von 2002 bis 2003 lehrte er als Gast an der Humboldt-Universität in Berlin.
Schofield wurde 2005 Mitglied der American Academy of Arts and Sciences.
In seinen Veröffentlichungen beschäftigte sich Schofield eingehend mit mathematischen Methoden in den Wirtschafts- und Sozialwissenschaften, der Sozialwahltheorie und der politischen Ökonomie. Außerdem untersuchte er politische Wahlen und Entscheidungsfindung. Eine Reihe von Buchveröffentlichungen erschienen im deutschen Springer-Verlag.

## Veröffentlichungen (Auswahl)
- Probability and distribution theory. University of Essex, Colchester 1974.
- (Hrsg.): Crisis in economic relations between North and South. Gower, Aldershot, Hampshire 1984, ISBN 0-566-00479-8.
- Mathematical methods in economics. Croom Helm, London 1984, ISBN 0-7099-2337-6.
- Social choice and democracy. Springer, Berlin 1985, ISBN 3-540-15604-6.
- (Mitautor): Advanced statistical methods in the social sciences. Praeger, New York 1986, ISBN 0-03-007502-5.
- mit Michael Laver: Multiparty government. The politics of coalition in Europe. Oxford University Press, Oxford 1990, ISBN 0-19-827292-8.
- (Hrsg.): Collective decision-making. Social choice and political economy. Kluwer, Boston 1996, ISBN 0-7923-9711-8.
- Mathematical methods in economics and social choice (= Studies in economic theory. Bd. 17). Springer, Berlin 2003, ISBN 3-540-00086-0 (2. Aufl. 2014, ISBN 978-3-642-39817-9).
- Architects of political change. Constitutional quandaries and social choice theory. Cambridge University Press, Cambridge 2006, ISBN 0-521-83202-0.
- mit Itai Sened: Multiparty democracy. Elections and legislative politics. Cambridge University Press, Cambridge 2006, ISBN 0-521-45658-4.
- The political economy of democracy and tyranny. Oldenbourg, München 2009, ISBN 978-3-486-58826-2.
- (Mithrsg.): Political economy of institutions, democracy and voting. Springer, Berlin 2011, ISBN 978-3-642-19518-1.
- mit Maria Gallego: Leadership or chaos. The heart and soul of politics. Springer, Heidelberg 2011, ISBN 978-3-642-19515-0.
- (Mithrsg.): Advances in political economy. Institutions, modelling and empirical analysis. Springer, Berlin 2013, ISBN 978-3-642-35238-6.
- (Mithrsg.): The political economy of governance. Institutions, political performance and elections. Springer, Cham 2015, ISBN 978-3-319-15550-0.
- mit Gonzalo Caballero (Hrsg.): State, Institutions and Democracy. Contributions of Political Economy. Springer, Cham 2017, ISBN 978-3-319-44581-6.

Außerdem zahlreiche Aufsätze in Fachzeitschriften und Sammelbänden.